# 山岸あや花
山岸 あや花（やまぎし あやか、1992年11月30日 - ）は、日本のAV女優。リスタープロ所属。旧名は山岸 逢花（やまぎし あいか）。

## 略歴
2017年7月、山岸 逢花（やまぎし あいか）名義でPREMIUM（プレミアム）専属女優としてAVデビュー。当時の所属事務所はクルーズグループ。
2018年5月19日に開催されたDMMアダルトアワード2018では新人賞にノミネートされた。
2020年2月11日配信の「恵比寿マスカッツ 真夜中の運動会」にマスカッツ新メンバー最終オーディション最終候補として出演。同年3月31日に配信された『恵比寿マスカッツ 真夜中の運動会』（AbemaTV）において、恵比寿マスカッツへの加入を発表。
2020年5月、『綺麗なお姉さんがチ○ポバカになるまでヌイてくれる種搾りメンズエステ 山岸逢花』（プレミアム）がFANZA動画フロアウィークリーランキングで2週連続で1位を獲得し、2020年上半期の女優別アダルトビデオランキングでは売り上げ第9位を獲得。同年12月に写真週刊誌FLASHで発表された「FLASH 2020年現役最強セクシー女優BEST100」読者投票では第31位にランクインした。
2020年12月、マスカッツのユニット対決企画において吉澤友貴率いる「紅蠍」メンバーに加入する。2021年2月3日、マスカッツ内ユニット「SCANTY4」に新加入し、ユニット名が「SCANTY6」となる。2021年1月1日には業界初のUltra HD Blu-ray規格ソフトが発売され、主演を務める（アイデアポケット、PREMIUM、ダスッ!の3メーカーからそれぞれ異なる女優作品が同時発売）。
2021年6月17日、ピンク映画ベストテン2020において新人女優賞および桃熊新人女優賞を同時受賞。また同年8月に写真週刊誌FLASHで発表された「読者300人が選んだFLASH 2021セクシー女優ランキング」の読者投票で69位を獲得。
2022年1月1日、同じ事務所所属（当時）で仲の良い美谷朱里とのユニット「ぎしたに」としてYouTubeチャンネル「山岸と美谷。」を開設。同年5月より『週刊アサヒ芸能』で連載コラム「ぎしたにの絶頂Y談ハメ外しト～ク」を開始し、毎週「〇〇論」というテーマを儲け、聞き手であるAVマイスター東風克智と対談連載を行っている。
2022年3月、FANZA『春のパンツまつり 2022』キャンペーンガールに就任。2022年7月にKawaii*15周年記念コラボとして、伊藤舞雪初の共演作品に出演。同作は2022年の同メーカー1番の売り上げを記録した。
2022年8月6日 - 8月21日、山岸逢花 x 福島裕二写真展「縁-circle-」を東京・アトリエY原宿にて開催。
2022年8月13日、恵比寿ガーデンホールにて行われた「第2世代恵比寿マスカッツ真夏の卒業式」をもち恵比寿マスカッツを卒業（メンバー全員が卒業する事実上の解散）。またその４日前には先輩である蒼井そらをネタにしたAV男優の田渕正浩のショート動画に出演。

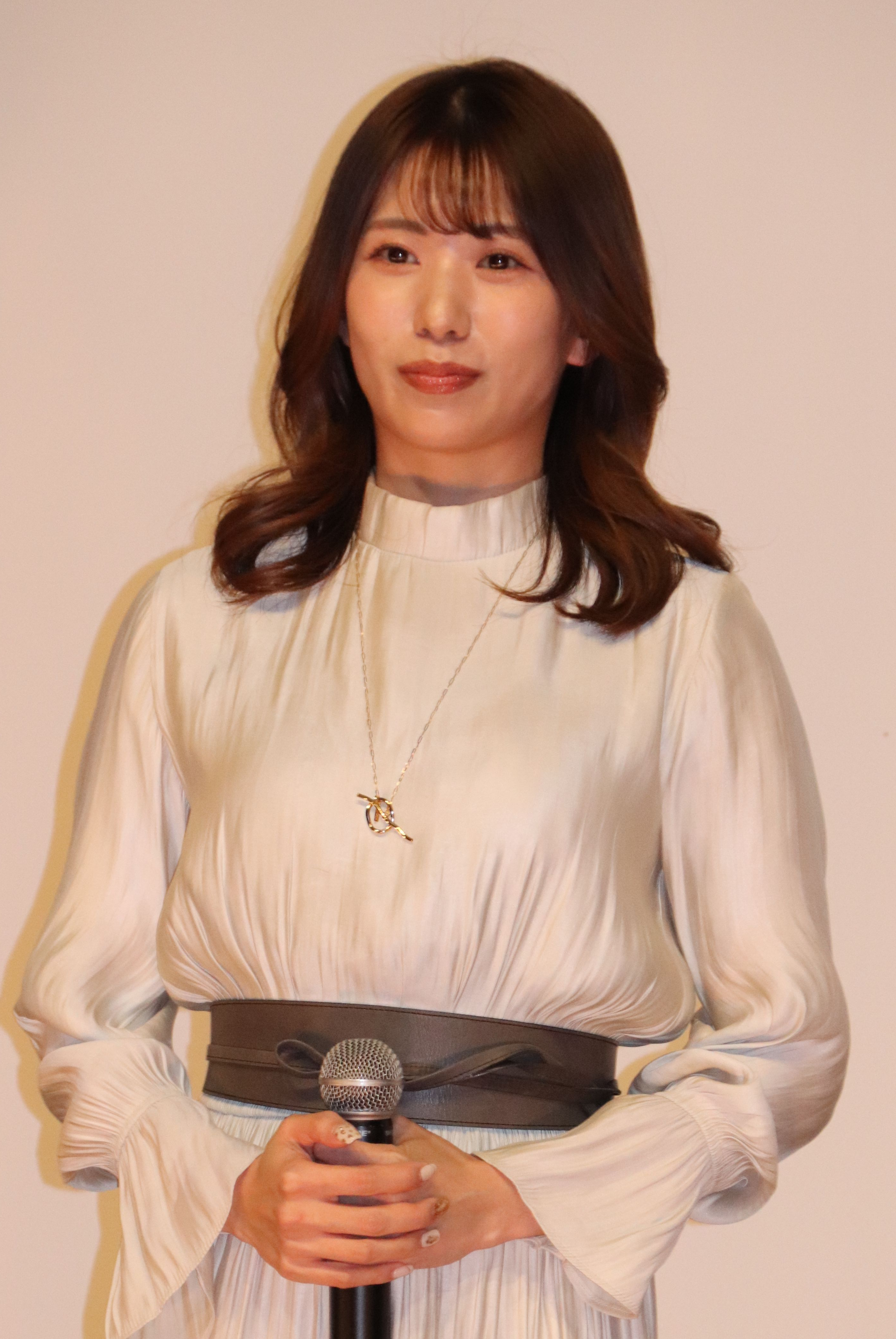
映画『バーミリオン』舞台挨拶（2022年12月撮影）

2022年12月16日、3作目の写真集『duende』を発売。2023年1月17日には同写真集の発売記念イベントを東京・秋葉原の書泉ブックタワーにて開催した。
2023年5月に発表されたアサヒ芸能「2023現役AV女優SEXY総選挙」で第45位にランクイン。

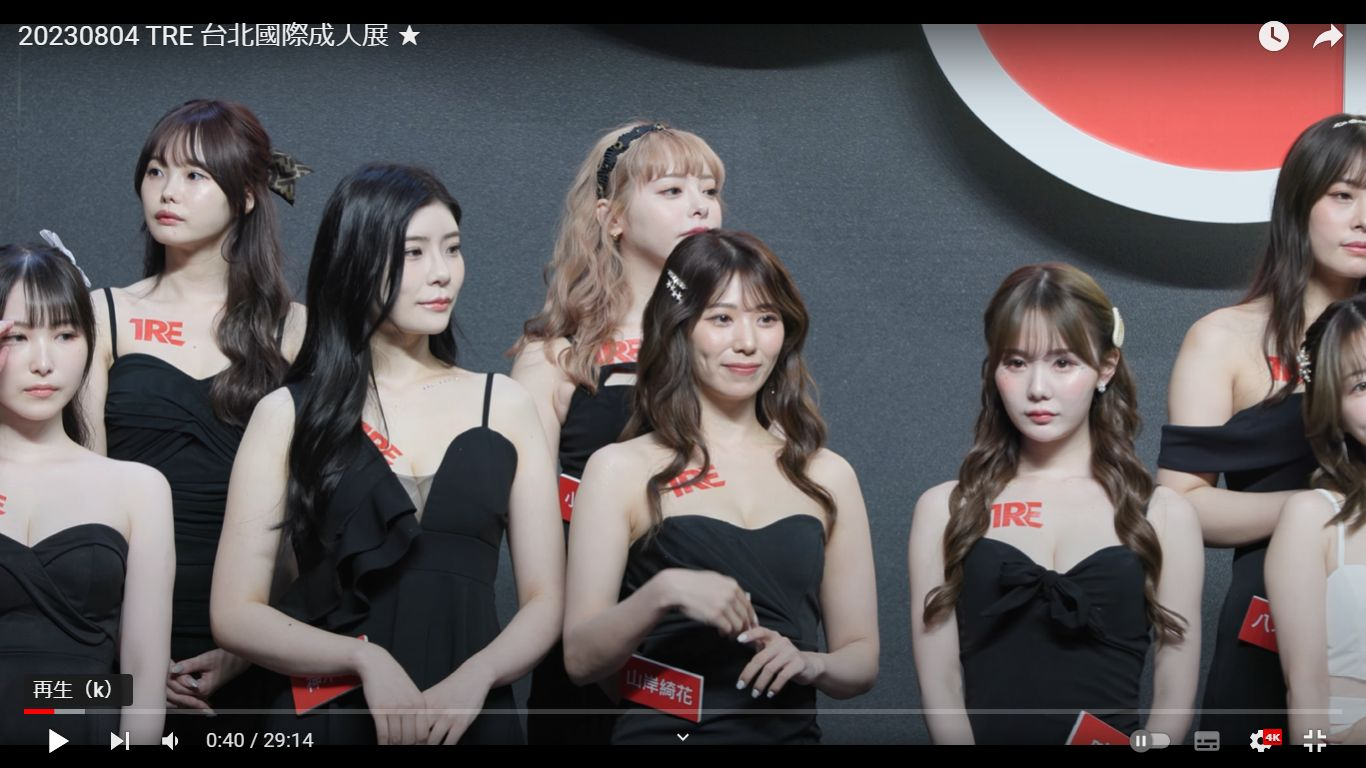
改名後の「TRE 台北國際成人展」（中央。2023年8月4日撮影）、名札は中国華語での「山岸綺花」表記

同年5月15日、30歳を迎え新たな環境でやっていきたいという考えから、リスタープロへの事務所移籍を発表。これに伴い、芸名を「山岸あや花」へと改名。改名に際して、ファン以外の人達には「山岸」という名字のイメージが強いのではないかと考え、新たな芸名でも名字に「山岸」を残すことにし、下の名前は最終的に残った「あや花」と「あやめ」の2案から、「花」の文字を名前に残したいという山岸の意向により「山岸あや花」に決定した。
10月23日週、10月30日週、11月6日週、11月13日週、FANZAレンタルフロアランキングにて、『お義父さん、そんなに強く抱かれたら…若妻が絶倫義父との中出しセックスに溺れた日々。山岸逢花』が4週連続で1位を記録。FANZAレンタルフロアにおいては、同年11月の月間女優ランキング1位も記録した。
2024年1月13日、東京・秋葉原の書泉ブックタワーにて、『山岸あや花 プレミアムヌードポーズブック 発売記念イベント』を開催。
2024年1月19日から2月16日まで開催のFANZAのキャンペーン企画『【AV大好きキャンペーン】I LOVE AV♡』のキャンペーンガールに松本いちか、七瀬アリス、浜崎真緒、miru、美谷朱音、安達夕莉と共に就任。
2024年2月4日、東京・神保町の書泉グランデにて、『山岸あや花 Cosplay Fetish Book 発売記念イベント』を開催。また3月4日から4月26日まで開催のFANZAのキャンペーン企画『春のパンツまつり2024』のキャンペーンガールに伊藤舞雪、桜空もも、楪カレン、希島あいりと共に就任した。
同年7月29日週FANZA動画フロアランキングにて、同年4月発売の『【8K超高画質×本中専属コラボ共演】山岸あや花＆美谷朱音のガチエロ仲良しコンビ【ぎしたに】がアドリブ全開で逆3P！ 全編こってり特濃5チャプター8射精！濃厚スぺレズキス、天地W責めフェラ、挟み込みヘブン騎乗位、中出しクンニごっくん… 最強痴女2人の大ボリュ…』（プレミアム）が8位ランクイン。
同年12月には東風克智が選評した「アサ芸セクシーアワード2024」にて、美谷朱音とともに共演賞に選出。
2025年2月8日、9日には台湾で開催された「TOP女神台北感謝祭」に招かれ参加。
2025年2月10日週FANZA通販フロアランキングでは、出演作『MOODYZファン感謝祭 バコバコバスツアー2025 素人17名とAV女優17名の1泊2日大乱交 新世代AVオールスター覚醒!』が予約段階で初登場3位を記録。
同年5月26日週FANZA通販フロアランキングにて、出演作『美谷朱音と山岸あや花のW凄テクを我慢できれば生★中出しSEX!』（ワンズファクトリー）が初登場9位にランクインした。

## 人物
- 以前は東海地区の地方テレビ局のアナウンサーだった[39][40]が、理想と現実のはざまに陥り短期間で退社したとしている[41]。
- その後、他の仕事をしていたが華やかな世界が忘れられずAVデビューを決めた[41]。デビュー後しばらくは「ひっそりやる」くらいの意識だったため、売れることを意識せずツイッターなどもしていなかった[42]。
- アナウンサー時代から、実況経験がないのになぜかプライベートで実況を求められることが多かったという[43]。
- 初オナニーは小学4年の時で、初体験は中学3年の時に1つ年上の先輩と[44]。
- 趣味はカフェめぐりでカルチャー系の趣味を持たない[40]が、アナウンサー歴から音楽、雑誌、ファッションなど全般的に知識を持つ[40]。
- AVライターの末吉みちおは「どんなに変態プレイをしても、下品にならないのが素晴らしい」と評している[45]。

## 作品

### アダルトDVD / BD

#### 山岸逢花 名義
| 発売日   | タイトル | 規格品番 | 規格品番 | メーカー | 備考 |
| 発売日   | タイトル | DVD      | BD       | メーカー | 備考 |
| -------- | --- | -------- | -------- | -------- | ---- |
| 7月25日  | 元地方局アナウンサー AVデビュー 山岸逢花                                                                               | PRED-001 |          | PREMIUM  |      |
| 9月7日   | 元地方局アナウンサー カメラ目線で恥ずかしすぎる実況4本番 山岸逢花                                                      | PRED-007 |          | PREMIUM  |      |
| 10月1日  | びゅくッ! じゅぼぼッ! フェラチオ好き過ぎる口唇 山岸逢花                                                                | PRED-015 |          | PREMIUM  |      |
| 10月25日 | おしっこ解禁! 初めての恥じらいおもらし 山岸逢花                                                                        | PRED-020 |          | PREMIUM  |      |
| 11月19日 | 元地方局アナウンサーが遂に決意! 人生初の生ハメで理性崩壊! セックスしながら潮噴射! 解禁中出し大絶頂スペシャル! 山岸逢花 | PRED-029 |          | PREMIUM  |      |
| 12月19日 | 上司NTR 【専属女優スペシャル!】 〜パワハラ上司が愛妻に完堕ちするまで中出し編〜 山岸逢花                                | PRED-036 |          | PREMIUM  |      |

| 発売日   | タイトル                                                             | 規格品番 | 規格品番 | メーカー         | 備考       |
| 発売日   | タイトル                                                             | DVD      | BD       | メーカー         | 備考       |
| -------- | -------------------------------------------------------------------- | -------- | -------- | ---------------- | ---------- |
| 2月1日   | アナウンサーよりも天職! 究極奉仕初ソープ 山岸逢花                    | PRED-042 |          | PREMIUM          |            |
| 2月19日  | エビ反り絶頂が止められない ポルチオ開発マッサージ 山岸逢花           | PRED-051 |          | PREMIUM          |            |
| 3月25日  | 童貞くんいらっしゃい! 笑顔で優しく筆おろし 山岸逢花                  | PRED-057 |          | PREMIUM          |            |
| 4月13日  | 痴漢に堕ちた高潔女子アナウンサー 〜輪姦、ぶっかけ、大量中出し〜      | PRED-064 |          | PREMIUM          |            |
| 5月7日   | 身動き取れない状態で 綺麗なお姉さんにムチャクチャ痴女られる 山岸逢花 | PRED-068 |          | PREMIUM          |            |
| 6月7日   | 祝! デビュー1周年 ごっくん解禁Special 山岸逢花                       | PRED-075 |          | PREMIUM          |            |
| 7月7日   | 禁欲1ヶ月 20本のチ○ポとイクイク大乱交 山岸逢花                       | PRED-083 |          | PREMIUM          |            |
| 8月7日   | 緊縛麻薬捜査官SPECIAL 〜救出まで2時間、私は絶対に諦めない〜 山岸逢花 | PRTD-017 |          | PREMIUM          |            |
| 9月7日   | 誘惑いじわる大好き! 美尻スゴすぎ逢花先生                             | PRED-099 |          | PREMIUM          |            |
| 10月13日 | BEAUTY VENUS V 橋本ありな 相沢みなみ 山岸逢花                        | IPX-219  |          | アイデアポケット |            |
| 11月7日  | 屈辱の保護者会 濃厚親父の汗・涎・精液まみれ孕ませ輪姦 山岸逢花       | PRED-111 |          | PREMIUM          |            |
| 12月7日  | びちょ濡れ! 聖水お姉さんに痴女られる! 山岸逢花                       | PRED-118 |          | PREMIUM          |            |
| 12月7日  | 山岸逢花 初BEST とっても気持ち良い1年でした 8時間SPECIAL             | PBD-347  |          | PREMIUM          | 単体ベスト |

| 発売日  | タイトル | 規格品番 | 規格品番  | メーカー | 備考       |
| 発売日  | タイトル | DVD      | BD        | メーカー | 備考       |
| ------- | --- | -------- | --------- | -------- | ---------- |
| 1月7日  | 身動き出来ない状態で 「もうイッてるってばぁ!」 痙攣中に超中出し! 山岸逢花                                                                                                  | PRED-124 |           | PREMIUM  |            |
| 2月7日  | SEXに定評がある山岸逢花のプライベートSEXはもっと凄い! 生々しくAV撮影よりすんごいエッチが撮れちゃった一部始終! 地方局アナウンサー時代の同僚に口説かれたらどうなる? 山岸逢花 | PRED-129 |           | PREMIUM  |            |
| 3月7日  | ＜出張最終日＞ 女上司とまさかの相部屋 ささやき騎乗位で朝まで何度も中出しされたボク｡ 山岸逢花                                                                               | PRED-133 |           | PREMIUM  |            |
| 4月7日  | ご主人様不在の一週間、陰湿な執事に中出しされ続けています… 山岸逢花 | PRED-140 |           | PREMIUM  |            |
| 5月7日  | 綺麗なお姉様と濃厚親父の接吻交尾 山岸逢花 | PRED-147 |           | PREMIUM  |            |
| 6月7日  | 貞操帯で強制的に禁欲させられた妻 山岸逢花 | PRED-153 |           | PREMIUM  |            |
| 7月7日  | 祝!デビュー2周年 美しすぎるレズ解禁!! 山岸逢花 星奈あい 美谷朱里 あおいれな 大槻ひびき                                                                                     | PRED-162 |           | PREMIUM  |            |
| 8月7日  | 気品ある知的な販売員の下品なTバック誘惑 山岸逢花 | PRED-172 |           | PREMIUM  |            |
| 9月1日  | クリムゾン×山岸逢花 TVでHなハプニングを受け続け 24時間徹底的に辱められたプライドの高い女                                                                                   | MIMK-068 |           | MOODYZ   |            |
| 9月7日  | 誰かの代わりでなくて。～憧れの恩師の息子と恋に落ちた女教師～ 山岸逢花 | PRED-178 |           | PREMIUM  |            |
| 10月7日 | ドS一族の嫁(ワタシ)と新婚生活 毎日24時間射精管理してアゲル 山岸逢花 | PRED-185 |           | PREMIUM  |            |
| 11月7日 | 美尻若妻×濃厚オヤジ 催淫マッサージでイカされて… 山岸逢花 | PRED-193 | 9PRED-193 | PREMIUM  |            |
| 12月7日 | 妻と倦怠期中の僕は逢花 (義妹) に誘惑されて 何度も、何度も、中出しをしてしまった…。                                                                                         | PRED-200 | 9PRED-200 | PREMIUM  |            |
| 12月7日 | 私のフェラチオすっごい気持ちイイの知ってる? 山岸逢花のおしゃぶり60連発! | PBD-361  |           | PREMIUM  | 単体ベスト |

| 発売日  | タイトル | 規格品番 | 規格品番  | メーカー           | 備考       |
| 発売日  | タイトル | DVD      | BD        | メーカー           | 備考       |
| ------- | --- | -------- | --------- | ------------------ | ---------- |
| 1月1日  | 山岸逢花の凄テクを我慢できれば生★中出しSEX! | WANZ-917 | 9WANZ-917 | ワンズファクトリー | [ 46 ]     |
| 1月7日  | イっても責めるの止めないよ? 追撃痴女責め 連射・フェラチオ・男潮フルコース 山岸逢花                                                                 | PRED-206 | 9PRED-206 | PREMIUM            |            |
| 2月7日  | 綺麗なお姉さんがチ○ポバカになるまでヌイてくれる 種搾りメンズエステ 山岸逢花                                                                        | PRED-213 | 9PRED-213 | PREMIUM            | [ 47 ]     |
| 4月7日  | 出張最終日に憧れの女上司2人とまさかの相部屋。(旅館) W専属痴女に挟まれて朝まで杭打ち中出しされたボク…。 山岸逢花 水戸かな                           | PRED-226 | 9PRED-226 | PREMIUM            |            |
| 4月7日  | PREMIUM専属 山岸逢花 × Madonnna専属 水戸かな 初コラボ!! W交換夫婦NTR [監督]ながえが魅せる超大作寝取られドラマ!!                                    | JUL-179  |           | マドンナ           |            |
| 4月11日 | 結婚直前 婚約者への愛は汗で滲んで… ～管理人の汁まみれセックスに堕とされた私～                                                                      | PRED-221 | 9PRED-221 | PREMIUM            |            |
| 5月7日  | お義姉さんの美尻がエロすぎるから。 理性が吹き飛びバックピストンで暴走中出ししてしまったボク… 山岸逢花                                              | PRED-233 | 9PRED-233 | PREMIUM            |            |
| 6月7日  | 3周年記念 素人感謝祭 山岸逢花 | PRED-239 | 9PRED-239 | PREMIUM            |            |
| 7月7日  | 射精まで乳首を責めちゃう 年上彼女と乳首こねくり同棲生活 山岸逢花                                                                                   | PRED-246 | 9PRED-246 | PREMIUM            |            |
| 9月7日  | 山岸逢花にベストオナニー指示出せたら在宅明け即! 中出しセックス! ～ファンから募集して自宅でヤった1ヶ月間の自撮りオナニー31回全記録! 12時間SPECIAL～ | PRED-251 | 9PRED-251 | PREMIUM            |            |
| 9月7日  | 山岸逢花 50本番8時間SPECIAL Vol.1 | PBD-377  |           | PREMIUM            | 単体ベスト |
| 10月7日 | ケツ穴丸見えでイキ狂う敏感メス奴隷 (社長秘書) 夫には言えない深夜の残業 山岸逢花                                                                    | PRED-256 | 9PRED-256 | PREMIUM            |            |
| 11月7日 | 綺麗なお姉さんのデカ尻でキ○タマ空っぽになっても痴女られる! ド迫力。追撃尻痴女フルコース 山岸逢花                                                   | PRED-262 | 9PRED-262 | PREMIUM            |            |
| 12月7日 | 愛人(逢花)と温泉中出し不倫 妻が出張で不在の二日間 山岸逢花                                                                                         | PRED-271 | 9PRED-271 | PREMIUM            |            |

| 発売日   | タイトル | 規格品番 | 規格品番  | メーカー   | 備考       |
| 発売日   | タイトル | DVD      | BD        | メーカー   | 備考       |
| -------- | --- | -------- | --------- | ---------- | ---------- |
| 1月7日   | 最高すぎた不倫生活。 セックスも、日常も、全てでオレをダメにする愛人沼で溶かされて…。 山岸逢花                                                               | PRED-277 | 9PRED-277 | PREMIUM    |            |
| 2月7日   | もしも、山岸逢花と二人きりになったら… 汗だく密着で痴女られる密室シチュエーション                                                                            | PRED-285 | 9PRED-285 | PREMIUM    |            |
| 2月13日  | 溜池ゴロー15周年YEARコラボ第1弾 欲求不満な団地妻と孕ませオヤジの汗だく濃厚中出し不倫 山岸逢花                                                               | MEYD-651 |           | 溜池ゴロー |            |
| 3月7日   | おち○ぽと精子への愛情すごすぎ くちゅくちゅ、ごっくんネバスぺおしゃぶり 山岸逢花                                                                             | PRED-291 | 9PRED-291 | PREMIUM    |            |
| 4月7日   | 都合のイイ女 肉オナホ（逢花） エッロイ女に精飲 & 中出し放題 山岸逢花                                                                                        | PRED-298 | 9PRED-298 | PREMIUM    |            |
| 5月7日   | PREMIUM V.I.P 3大メーカー専属美女共演ハーレム 240分Special 山岸逢花 岬ななみ 藍芽みずき                                                                     | PRED-305 | 9PRED-305 | PREMIUM    |            |
| 6月7日   | 4周年記念 逢花が好きだ 山岸逢花と新婚同棲生活 朝起きたら隣に逢花がいて一緒に散歩して笑い合って お風呂入ってセックスしまくる何気ない日常とピュアで淫らな記録 | PRED-314 | 9PRED-314 | PREMIUM    |            |
| 7月7日   | 求められると、心まで濡れて… 人妻が年下男との不貞セックスに溺れた日々。 山岸逢花                                                                             | PRED-320 | 9PRED-320 | PREMIUM    |            |
| 8月7日   | M男クンのお家（ウチ）までデリバリー山岸逢花。 | PRED-331 | 9PRED-331 | PREMIUM    |            |
| 9月21日  | 底なし性欲の美女に狂わされて… 仕事もせずにドロドロに溶けるようなセックスをするだけの人生になったオレ。 山岸逢花                                             | PRED-334 | 9PRED-334 | PREMIUM    |            |
| 9月21日  | 山岸逢花 大人気作品を大量収録! 大放出! 12時間SPECIAL BEST                                                                                                   | PBD-403  |           | PREMIUM    | 単体ベスト |
| 10月19日 | 山岸逢花と逆ナン痴女られデート 始発が来るまで、中出し & 男潮エロ汁搾り取られて…                                                                             | PRED-344 | 9PRED-344 | PREMIUM    |            |
| 11月16日 | わたしの疼きをだれか静めて… 誰と体を重ねても満たされない私は、 今日も初めて出会った男と快楽だけの中出しセックスをする。 山岸逢花                            | PRED-351 | 9PRED-351 | PREMIUM    |            |
| 12月21日 | 夫の転勤先のド田舎で暇で退屈した私は、田舎チ○ポを誘い 毎日、毎日、汗だくで、ヤリまくってます… 山岸逢花                                                      | PRED-360 | 9PRED-360 | PREMIUM    |            |

| 発売日   | タイトル | 規格品番 | 規格品番  | メーカー | 備考       |
| 発売日   | タイトル | DVD      | BD        | メーカー | 備考       |
| -------- | --- | -------- | --------- | -------- | ---------- |
| 1月18日  | 痴女3姉妹の執事になって365日痴女られ中出しさせられ続けているボク。 -プレミアム専属ハーレムSPECIAL- 希島あいり 山岸逢花 星奈あい                                   | PRED-367 | 9PRED-367 | PREMIUM  |            |
| 2月15日  | もう一度、妻と愛し合う。倦怠期だった私達夫婦が久しぶりにSEXしたら… やっぱり、体の相性抜群で何度も、何度も、中出し求めて… 山岸逢花                                 | PRED-376 | 9PRED-376 | PREMIUM  |            |
| 3月15日  | 逆らえないほどの快感に飲まれても… -夫のために大嫌いな上司の媚薬キメセクに耐え続けた人妻OL- 山岸逢花                                                               | PRED-381 | 9PRED-381 | PREMIUM  |            |
| 4月19日  | 人妻になってしまう幼馴染の逢花と僕は、 互いの想いに気づいて何度も中出ししてしまった結婚式直前の三日間。 山岸逢花                                                  | PRED-388 | 9PRED-388 | PREMIUM  |            |
| 5月17日  | コスプレ風俗通いを知って嫉妬した幼なじみに 逆バニーetcで10発以上ヌカれまくったボク。 山岸逢花                                                                     | PRED-395 |           | PREMIUM  |            |
| 6月21日  | 5周年記念作品 綺麗なお姉さんが導くいつもの射精を超えるメスイキの世界 精子がドピュドピュ絶頂ところてん & 女子みたいにビクビク痙攣ドライオーガズムに出会う 山岸逢花 | PRED-402 | 9PRED-402 | PREMIUM  |            |
| 7月19日  | ヨダレとろっとろ 接吻大好きナースの窒息寸前ベロキス看護で 何度もイカされる! 山岸逢花                                                                              | PRED-409 | 9PRED-409 | PREMIUM  |            |
| 8月16日  | 僕をダメにする痴女セフレお姉さん 即フェラごっくん & 杭打ち中出しで朝まで何度も射精され続けて… 山岸逢花                                                            | PRED-421 | 9PRED-421 | PREMIUM  |            |
| 9月20日  | ボクの全部が逢花さんとだった。 ー初セックスから大人の中出しまで、姉の友人の逢花さんと お互いの全てをさらけ出して交わり続けた6年間の記録ー 山岸逢花                | PRED-427 | 9PRED-427 | PREMIUM  |            |
| 9月20日  | 山岸逢花 12時間BEST | PBD-427  |           | PREMIUM  | 単体ベスト |
| 10月18日 | 綺麗なお姉さんがアナタの五感を刺激する しっとり囁き愛情シコシコサポート 山岸逢花                                                                                  | PRED-437 | 9PRED-437 | PREMIUM  |            |
| 12月20日 | お堅く見える同僚OL・山岸さんのむっつり本性を知ってから… 2人きりのオフィスで中出しセックスに耽り続けた秘密の1週間。 山岸逢花                                       | PRED-444 | 9PRED-444 | PREMIUM  |            |

| 発売日   | タイトル | 規格品番 | 規格品番  | メーカー | 備考       |
| 発売日   | タイトル | DVD      | BD        | メーカー | 備考       |
| -------- | --- | -------- | --------- | -------- | ---------- |
| 2月21日  | 水泳部顧問輪姦レイプ中出し みんなの憧れで美人な逢花先生の競泳水着から 食い込む卑猥なデカ尻に理性が吹き飛んだ 男子生徒達に犯され続けてイキまくった女教師。山岸逢花 | PRED-456 | 9PRED-456 | PREMIUM  |            |
| 3月21日  | ボクだけをシャブりすぎる。 淡泊な兄とのセックスでは満足できずに 不在中にしつこいぐらいの浮気フェラで連射させてくれる 兄貴の彼女の逢花さん。 山岸逢花              | PRED-462 | 9PRED-462 | PREMIUM  |            |
| 4月18日  | 年上の妻と、青春SEXがしたくて… 恥じらう制服姿に理性が吹き飛びハメ狂いした週末LOVE 山岸逢花                                                                        | PRED-467 | 9PRED-467 | PREMIUM  |            |
| 4月18日  | 山岸逢花の勝手に射精させられる美尻ビッタンぶるんッ騎乗位ベスト8時間                                                                                               | PBD-438  |           | PREMIUM  | 単体ベスト |
| 5月16日  | 彼女が不在中に憧れだったお姉さんを拘束して 身動きとれない状態で何度もイカせまくったボク。 山岸逢花                                                                | PRED-477 | 9PRED-477 | PREMIUM  |            |
| 6月20日  | パート妻のコンビニ不倫 夫との関係が冷めている私は 寂しそうにしている店長と都合のイイ関係として ひたすら、ヤリまくり、快楽に溺れることにした… 山岸逢花             | PRED-485 | 9PRED-485 | PREMIUM  |            |
| 7月18日  | お義父さん、そんなに強く抱かれたら… 若妻が絶倫義父との中出しセックスに溺れた日々。 山岸逢花                                                                       | PRED-500 | 9PRED-500 | PREMIUM  |            |
| 8月15日  | プロポーズされた逢花がリア充でムカつくから、 結婚式前に輪姦レイプしてたくさん中出ししてもらおっと。 山岸逢花 浜崎真緒                                             | PRED-505 | 9PRED-505 | PREMIUM  |            |
| 9月19日  | 山岸逢花プレミアム12時間BEST イクイク絶頂編 | PBD-448  |           | PREMIUM  | 単体ベスト |
| 10月17日 | 山岸逢花プレミアム12時間BEST どっぴゅん痴女編 | PBD-449  |           | PREMIUM  | 単体ベスト |

#### 山岸あや花 名義
| 発売日   | タイトル                                                                                                  | 規格品番 | 規格品番  | メーカー | 備考 |
| 発売日   | タイトル                                                                                                  | DVD      | BD        | メーカー | 備考 |
| -------- | --- | -------- | --------- | -------- | ---- |
| 11月21日 | 改名専属 山岸あや花 再誕、リスタート! 名前探しの旅→休養中禁欲状態から お久しぶりの中出しセックス! 5時間SP | PRED-515 | 9PRED-515 | PREMIUM  |      |
| 12月19日 | 嫉妬深いカノジョのジェラシー射精管理で ド痴女られ同棲生活。山岸あや花                                     | PRED-539 | 9PRED-539 | PREMIUM  |      |

| 発売日   | タイトル | 規格品番 | 規格品番  | メーカー | 備考       |
| 発売日   | タイトル | DVD      | BD        | メーカー | 備考       |
| -------- | --- | -------- | --------- | -------- | ---------- |
| 2月20日  | ずっと、キミを犯したかった。 15年前にフラれた逆恨み媚薬まみれ中出し同窓会 山岸あや花 | PRED-546 | 9PRED-546 | PREMIUM  |            |
| 3月19日  | マルチバース山岸あや花 どんな’山岸’も愛してたくさん中出ししたい! 世界線が異なる7シチュエーションPart:1                                                                                              | PRED-553 | 9PRED-553 | PREMIUM  |            |
| 4月16日  | 実家住みアラサー喪女姉のデカ尻がエロすぎて… 理性が吹き飛び何発も暴走中出ししてしまったボク。 山岸あや花                                                                                             | PRED-670 | 9PRED-670 | PREMIUM  |            |
| 5月21日  | 女上司あや花さんに休日呼び出され 外キス強引イチャラブ不倫デート 山岸あや花 | PRED-677 | 9PRED-677 | PREMIUM  |            |
| 6月18日  | もっと私を絶頂で汚して… キャリアOLが冴えない 絶倫オヤジとの中出しセックスに溺れた日々。 山岸あや花                                                                                                  | PRED-684 | 9PRED-684 | PREMIUM  |            |
| 6月18日  | 美谷朱音と山岸あや花の完全プライベートセックス 全部撮った! ガチ仲良しAV女優が逆ナンして 野外でキスしてホテルに連れ込んで… 朝までお泊り中出しハーレム                                                | HMN-559  | 9HMN-559  | 本中     |            |
| 7月16日  | 息子のサッカーコーチは昔、愛した人でした… オトナの青春に火がついてしまい、 子供が帰宅するまでの8時間ブリブリ中出し 精子溢れるほどW不倫の快楽に溺れてしまったワタシ… 大人の青春は快楽沼。 山岸あや花 | PRED-692 | 9PRED-692 | PREMIUM  |            |
| 8月20日  | 乳首イキマッサージで堕とされて… 執拗に弱点をこねられて、夫の目の前で、 寝取られたワタシ（人妻）…。 山岸あや花                                                                                       | PRED-697 | 9PRED-697 | PREMIUM  |            |
| 9月17日  | How to女口説き & セックス 良い女の攻略法 すべて教えます。セックスへの持ち込み方→ イカせる方法まで全部が分かる! 山岸あや花                                                                           | PRED-708 | 9PRED-708 | PREMIUM  |            |
| 9月17日  | 「山岸のクチ、気持ちよすぎてやっばいよ」 山岸あや花のフェラチオ110連発ベスト | PBD-475  |           | PREMIUM  | 単体ベスト |
| 10月15日 | 酔った山岸さんが僕の部屋に上がり込んで来る 金曜の夜を心待ちしている… 酔うほどに加速する美尻ピストン & 密着ベロチュウ体位で 何度も中出しまぐわった日々…                                              | PRED-716 | 9PRED-716 | PREMIUM  |            |
| 11月19日 | 山岸あや花の「もう痴女られてるってばぁ!」 出会って速攻、逆レイプ生中出しSEX! | PRED-725 | 9PRED-725 | PREMIUM  |            |
| 12月17日 | ゲス社長親子に恥辱制服レイプで 学生妊娠中出し教育されたキャリアOL。 山岸あや花 | PRED-723 | 9PRED-723 | PREMIUM  |            |
| 12月17日 | 山岸あや花 初ベスト12時間 20本番43射精 | PBD-481  |           | PREMIUM  | 単体ベスト |

| 発売日  | タイトル | 規格品番 | 規格品番  | メーカー           | 備考 |
| 発売日  | タイトル | DVD      | BD        | メーカー           | 備考 |
| ------- | --- | -------- | --------- | ------------------ | ---- |
| 1月21日 | 超美貌 × 雲上乳 × 極上尻 美女2人の競い合い中出し愛人痴女ハーレム 山岸あや花 伊藤舞雪                                                 | PRED-733 | 9PRED-733 | PREMIUM            |      |
| 2月18日 | コンカフェ通いの僕に嫉妬した”妻”の小悪魔メイドご奉仕 嫉妬で加速する過激オプションスケベ接客で精子ブッコ抜き愛の営み 山岸あや花       | PRED-738 | 9PRED-738 | PREMIUM            |      |
| 3月18日 | 普段は地味な総務部OLは、休日まさかのヤリマンギャルお姉さん! ハメ放題! 爆尻ピストン騎乗位で15発ブッコ抜かれたボク。 山岸あや花        | PRED-744 | 9PRED-744 | PREMIUM            |      |
| 3月18日 | MOODYZファン感謝祭 バコバコバスツアー2025 素人17名とAV女優17名の1泊2日大乱交 新世代AVオールスター覚醒!                               | MIRD-253 | 9MIRD-253 | MOODYZ             |      |
| 4月15日 | 山岸あや花と人格交換 偶然最高のエロ美お姉さんの身体を手に入れた エキストラおばさんがヤリたい放題の大暴走                             | PRED-754 |           | PREMIUM            |      |
| 6月17日 | 女上司のミスを全て肩代わりした部下の僕達とのいつでも、どこでも、肉便器契約。 美尻ノーパンパンスト出勤アナル見せ中出し輪姦 山岸あや花 | PRED-772 | 9PRED-772 | PREMIUM            |      |
| 7月1日  | 美谷朱音と山岸あや花のW凄テクを我慢できれば生★中出しSEX! 特別編                                                                      | WAAA-511 | 9WAAA-511 | ワンズファクトリー |      |
| 7月15日 | 突撃! 山岸あや花がカラダを張ってガチ潜入! 裏風俗レポート!                                                                            | PRED-781 | 9PRED-781 | PREMIUM            |      |
| 8月19日 | 夫婦経営する旅館でオヤジ客の晩酌に呼び出され… 朝を迎えても終わらない中出し接待に堕ちた妻 山岸あや花                                  | PRED-796 | 9PRED-796 | PREMIUM            |      |

### アダルトVR

#### 山岸逢花 名義
| 発売日   | タイトル | 品番     | メーカー | 備考       |
| 2018年   | 2018年 | 2018年   | 2018年   | 2018年     |
| -------- | --- | -------- | -------- | ---------- |
| 11月1日  | 山岸逢花 MOODYZ VR解禁!! 元地方局アナウンサーが あなたの緊張をほぐして最大限に チ○ポを勃起させてくれる淫語ラッシュVR!! | MDVR-028 | MOODYZ   |            |
| 2020年   | |          |          |            |
| 1月10日  | 【山岸逢花・初のHQ超高画質】プレミアムクオリティで遂にVR作品に登場! 密着とフェラテクが超ヤバイ! 新人ディレクターのアナタは地方局アナウンサーとロケ先で豪雨に見舞われ相部屋に…! 多忙で性欲MAX状態の逢パンにねっとりスローに痴女られる! | PRVR-009 | PREMIUM  |            |
| 2月28日  | 勇者よ… 目覚めるのです! 魔王討伐の途中倒されたアナタ! 復活の呪文を唱える聖女は性欲ムラムラ! 動けないアナタに何度もジュルフェラ・騎乗位・中出しで痴女ってくる!                                                                         | PRVR-012 | PREMIUM  |            |
| 12月8日  | 【HQ高画質 × 専属初共演】 山岸逢花 & 竹内有紀のプレミアム逆3Pセックスにアナタは耐えられるか! 全6チャプター射精9発! 天井特化・正常位極み・レズキス・W顔舐め・前後フォーメーションetc. 体験したいプレイ満載の長尺VR!                    | PRVR-029 | PREMIUM  |            |
| 2021年   | |          |          |            |
| 4月25日  | 【HQ超高画質】プレミアム専属スレンダー美女がハーレム共演! アナタは3姉妹に仕える執事! 全員にシャブられ回されフェラ抜きされた後、怒涛の全員生ハメ挿入で天国or地獄の服従生活が始まる…!                                                   | PRVR-036 | PREMIUM  |            |
| 6月7日   | 【HQ超高画質】山岸逢花、約1年半ぶりの単独VR! いちゃいちゃ新婚子作り体験をアナタと…! 長尺175分! 7チャプター愛撫もじっくり2SEX! フェラも中出しも超濃厚6射精! 愛嬌抜群の逢パンを独り占め!                                                | PRVR-040 | PREMIUM  |            |
| 2022年   | |          |          |            |
| 2月4日   | 山岸逢花の耳舐めが凄い! 耳穴から脳ミソに届きそうな舌ズボ体験…! 天井&地面特化アングル収録! 前後左右から囁き＆耳舐めで痴女られるゾワゾワ中出しSEXをお楽しみ下さい!                                                                      | PRVR-055 | PREMIUM  |            |
| 3月10日  | 山岸逢花と色味バッチリ至近距離でずーっとキスできる脳沸騰快感…! 天井&騎乗位特化でアナタも逢花もキスしたままの同時イキ中出しフィニッシュ!                                                                                               | PRVR-057 | PREMIUM  |            |
| 5月17日  | 専属・山岸逢花とハメ撮り型カメラで実現する熱烈SEX体験! 愛し合う美女と本気で交わる臨場感抜群VR! とろけ顔中出しフィニッシュの2SEX! | PRVR-060 | PREMIUM  |            |
| 11月22日 | 山岸逢花 × 天井特化アングル × 最高の愛人 見上げる逢花は異常にエロい…! アナタ（社長）の秘書兼愛人が覆いかぶさり杭打ち騎乗位! 寝たきりでの贅沢中出し! 超高画質で魅せるドハマり注意な不倫体験VR!                                         | PRVR-068 | PREMIUM  |            |
| 2023年   | |          |          |            |
| 1月17日  | 山気逢花 VR初ベスト! 11本番480分の大ボリューム! 痴女もイチャラブも共演も全て激シコ名作8タイトル! 演技力とエロテクをフルに生かすVR × 山岸逢花が最強! 新技術や撮影技法であいぱんの魅力たっぷり8時間!                                    | PRVR-995 | PREMIUM  | 単体ベスト |
| 2月28日  | No.1セラピスト・山岸逢花の種搾りメンズエステVR! ね～っとりべロキス粘膜接触! オイル手コキ追撃男潮! 何度も中出し膣内施術! ヌキなしのハズが…チ〇ポバカになるまで射精できる極上(秘)サービス!                                              | PRVR-069 | PREMIUM  |            |

#### 山岸あや花 名義
| 発売日  | タイトル | 品番     | メーカー | 備考   |
| 2024年  | 2024年 | 2024年   | 2024年   | 2024年 |
| ------- | --- | -------- | -------- | ------ |
| 1月21日 | 【8K機材収録】山岸あや花 初8K極高画質VR! 6チャプター10射精2SEXでシコりポイント満載! 大ボリューム長尺173分 憧れの女上司と2人きりで出張、まさかの相部屋! ドスケベ本性丸出しで痴女られ中出しSEX体験!                                                                      | PRVR-078 | PREMIUM  |        |
| 4月24日 | 【8K超高画質 × 本中専属コラボ共演】 山岸あや花 & 美谷朱音のガチエロ仲良しコンビ【ぎしたに】がアドリブ全開で逆3P! 全編こってり特濃5チャプター8射精! 濃厚スぺレズキス、天地Ｗ責めフェラ、挟み込みヘブン騎乗位、中出しクンニごっくん… 最強痴女2人の大ボリューム長尺183分! | PRVR-081 | PREMIUM  |        |
| 2025年  | |          |          |        |
| 2月24日 | 彼氏に振られた寂しがりの先輩2人に頼まれ同居… 家事と引き換えに隔日おきにおっぱい & お尻テレコ作戦で オナニーサポートしてくれる女2:男1 誰もが羨むえちえちシェアハウス性活 山岸あや花 伊藤舞雪                                                                            | KAVR-403 | kawaii*  |        |

### イメージDVD / BD

#### 山岸逢花 名義
| 発売日   | タイトル                                                         | 規格品番  | 規格品番  | メーカー             | 備考                                  |
| 発売日   | タイトル                                                         | DVD       | BD        | メーカー             | 備考                                  |
| 2018年   | 2018年                                                           | 2018年    | 2018年    | 2018年               | 2018年                                |
| -------- | ---------------------------------------------------------------- | --------- | --------- | -------------------- | ------------------------------------- |
| 3月25日  | 裸神 山岸逢花                                                    | OAE-142   |           | Aircontrol           |                                       |
| 6月25日  | 君に咲く花 山岸逢花                                              | OAE-155   |           | Aircontrol           |                                       |
| 2019年   |                                                                  |           |           |                      |                                       |
| 6月26日  | ヘアーヌード ～無修正・スレンダー美女・元アナウンサー～ 山岸逢花 | BTHA-041  | BTHA-041B | スパークビジョン     |                                       |
| 2020年   |                                                                  |           |           |                      |                                       |
| 2月1日   | Lover’s Day 山岸逢花                                             | LD-025    | LD-025B   | ファインピクチャーズ |                                       |
| 6月4日   | Aika 逢瀬 ～緑の島と紅い花～                                     | REBD-468  | REBDB-454 | REbecca              |                                       |
| 10月30日 | 新・湯女ごこち 3 山岸逢花                                        | MBRBN-003 |           | スパイスビジュアル   |                                       |
| 2021年   |                                                                  |           |           |                      |                                       |
| 6月28日  | アナタの「夢」叶えます 山岸逢花                                  | PRBY-076  | PRBYB-076 | Precious Beauty      | DVD版とBD版でジャケット写真が異なる。 |
| 10月21日 | Aika2 琉球の白き舞姫                                             | REBD-596  | REBDB-582 | REbecca              |                                       |
| 2022年   |                                                                  |           |           |                      |                                       |
| 1月28日  | 湯女美人 山岸逢花                                                | MBRBN-018 |           | スパイスビジュアル   |                                       |
| 6月28日  | アタシに種をまく人募集中 山岸逢花                                | OAE-219   |           | Aircontrol           |                                       |
| 10月26日 | ヘアーヌード 山岸逢花 II                                         | BTHA-082  | BTHA-082B | スパークビジョン     |                                       |
| 2023年   |                                                                  |           |           |                      |                                       |
| 2月16日  | Aika3 蜃気楼の恋人                                               | REBD-721  | REBDB-707 | REbecca              |                                       |

#### 山岸あや花 名義
| 発売日  | タイトル                  | 規格品番 | 規格品番  | メーカー | 備考   |
| 発売日  | タイトル                  | DVD      | BD        | メーカー | 備考   |
| 2024年  | 2024年                    | 2024年   | 2024年    | 2024年   | 2024年 |
| ------- | ------------------------- | -------- | --------- | -------- | ------ |
| 12月5日 | Ayaka 斐色輪廻 山岸あや花 | REBD-892 | REBDB-877 | REbecca  |        |

### 写真集
- 花と逢（2020年5月29日、徳間書店、撮影：鈴木ゴータ[54]）ISBN 978-4198650933 [55]
- 山岸逢花写真集 Reflection（2021年11月12日、竹書房、撮影：富田恭透）ISBN 978-4801928688 [56]
- duende 山岸逢花写真集（2022年12月9日、ジーオーティー、撮影：田村浩章）ISBN 978-4-8236-0381-5[57]
- Cosplay Fetish Book 山岸あや花（2024年1月30日、ジーオーティー、撮影：田村浩章）ISBN 978-4-8236-0589-5 [58]
- 山岸あや花写真集 斐色（2024年9月20日、徳間書店、撮影：舞山秀一）ISBN 978-4-1986-5883-0 [59]

### デジタル写真集

#### 山岸逢花 名義
- ヘアーヌード 〜無修正・スレンダー美女・元アナウンサー〜山岸逢花（8月25日、スパークビジョン、撮影：SKS）

- Lover’s Day デジタル写真集 山岸逢花（3月18日、ファインピクチャーズ、撮影：河本広幸）
- 花と逢 ―熱情―（7月22日、徳間書店、撮影：鈴木ゴータ）
- ＃NEWLOOK【girl meets street】山岸逢花（8月15日、ジーオーティー、撮影：永峰拓也）[60]
- 抱いて… 花と逢 ―最終章―（8月18日、徳間書店、撮影：鈴木ゴータ）
- CRUSE GIRL’S PhotoBook 「Quartet」（12月23日、双葉社、撮影：福澤卓弥）※芸能事務所『クルーズグループ』所属女優によるデジタル写真集[61]。

- ＃Escape 山岸逢花 & 竹内有紀（4月16日、ジーオーティー、撮影：manimanium）[62]
- Count sheep【Nap】山岸逢花（5月28日、ジーオーティー、撮影：羊肉るとん）[63]
- Count sheep【Sleep】山岸逢花（5月28日、ジーオーティー、撮影：羊肉るとん）[64]

- 大人のおもちゃ デジタルカタログ写真集 今日はナニ使う? 大人のおもちゃキャンペーン（2月1日、FANZA BEAUTY COLLECTION）※FANZA『今日はナニ使う? 大人のおもちゃキャンペーン』キャンペーンガール3名によるデジタル写真集[65]。FANZA限定配信。
- ギリギリ★あいどる倶楽部 山岸逢花写真集 「貴方の夢を叶えてあげる」（3月30日、ラビリンス）
- ＃LadyMary 山岸逢花（4月1日、ジーオーティー、撮影：manimanium）[66]
- 春のパンツまつり2022 PhotoBook（4月1日、FANZA BEAUTY COLLECTION）※FANZA『春のパンツまつり2022』キャンペーンガール全5名によるデジタル写真集。FANZA限定配信。
- ギリギリ★あいどる倶楽部 山岸逢花写真集 「貴方の夢を叶えてあげる」ヌードバージョン（4月6日、ラビリンス）
- White Lily 山岸逢花 FRIDAYデジタル写真集（2022年5月3日、講談社、撮影：MIYAGI）[67]
- Red Rose 山岸逢花 FRIDAYデジタル写真集（2022年5月3日、講談社、撮影：MIYAGI）[68]
- White Lily & Red Rose オール未公開120カット超 perfect ver. 山岸逢花 FRIDAYデジタル写真集（2022年5月3日、講談社、撮影：MIYAGI）[69]
- とられち 山岸逢花（2022年10月7日、TranceRetinal、撮影：コハラタケル）
- 歳末新春SUPERキャンペーン2022-2023 せくしーこれんくしょん（12月15日、FANZA BEAUTY COLLECTION）※FANZA『歳末新春SUPERキャンペーン2022-2023』キャンペーンガール全6名の写真を収録。FANZA限定配信。

- various changes 山岸逢花（1月19日、FANZA BEAUTY COLLECTION）※FANZA限定配信。
- 山岸逢花写真集『duende』増ページ【デジタル特装版】（4月14日、ジーオーティー、撮影：田村浩章）※紙書籍として発売されたものを再編集し、未公開カットを追加したデジタル特装版。
- ヘアーヌード 山岸逢花 II（4月22日、スパークビジョン、撮影：ケイ）
- 山岸逢花ヘアヌード写真集「百花」 週刊大衆デジタル写真集NUDE : 23（4月28日、双葉社、撮影：篠原潔）[70]
- 山岸逢花 Premium style FRIDAYデジタル写真集（7月7日、講談社、撮影：篠原潔）[71]
- 山岸逢花 一輪の恋 FRIDAYデジタル写真集（2月16日、講談社、撮影：篠原潔）[72]

#### 山岸あや花 名義
- 山岸あや花 Top Grade FRIDAYデジタル写真集（8月1日、講談社、撮影：福島裕二）[1]
- 山岸あや花 R246 FRIDAYデジタル写真集（8月1日、講談社、撮影：福島裕二）[73]

- AV大好きキャンペーン2024 フォトブック（1月19日、FANZA BEAUTY COLLECTION）※FANZA『【AV大好きキャンペーン2024】I LOVE AV♡』のキャンペーンガール全7名の写真を収録。FANZA限定配信。
- プレミアムヌードポーズブック 山岸あや花 増ページ【デジタル特装版】（2月2日、ジーオーティー、撮影：田村浩章）※特別章「Light ＆ Shadow」を追加収録した電子書籍限定版。
- 春のパンツまつり2024 Photo Book（3月29日、FANZA BEAUTY COLLECTION）※FANZA『春のパンツまつり2024』キャンペーンガール全5名の写真を収録。FANZA限定配信。
- やっと会えたね 山岸あや花デジタル写真集（10月18日、双葉社、撮影：田村浩章）[74]
- 欲しがりワイフ 山岸あや花デジタル写真集（10月25日、双葉社、撮影：篠原潔）[75]

- 美女の野獣 山岸あや花（4月1日、a-list photo anthology、撮影：柳沢康太）

### モデル
- プレミアムヌードポーズブック Model 山岸あや花（2023年12月13日、ジーオーティー、撮影：田村浩章）ISBN 978-4-8236-0559-8

## 製品

### トレーディングカード
- ジューシーハニー シリーズ（株式会社ミント / 株式会社ハバロッサ）
  - PLUS #9 小倉由菜 / 三上悠亜 / 美谷朱里 / 山岸逢花（2020年12月19日）
  - PLUS #13 小野六花 / はやのうた / 三上悠亜 / 山岸逢花（2022年2月26日）
  - LUXURY EDITION 2023 本庄鈴 / 相沢みなみ / 山岸逢花 / miru（2022年12月24日）
  - PLUS ＃21 松本梨穂 / 天使もえ / 山岸あや花 / 流川夕（2024年2月24日）
  - PLUS ＃24 さくらわかな / 恋渕ももな / 山岸あや花 / 金松季歩（2024年10月26日）
  - LUXURY EDITION 2025 DUO DIVAS 山岸あや花 & 美谷朱音 / 神木麗 & 渚恋生（2025年6月28日）
- Girl’s Party Collection-THE FAN♡FUN Trump-シリーズ（Girl‘s Party Collection）
  - 第2弾（2022年8月8日）
  - 第4弾（2023年4月15日）

### カレンダー
- 山岸逢花 2021年カレンダー（2020年10月3日、トライエックス）
- 卓上 山岸逢花 2021年カレンダー（2020年10月3日、トライエックス）
- 卓上 山岸逢花 2022年カレンダー（2021年10月30日、SUNCARAT）
- 山岸逢花 2022年カレンダー（2021年11月6日、SUNCARAT）
- 山岸逢花 2023年カレンダー（2022年11月12日、SUNCARAT）
- 卓上 山岸逢花 2023年カレンダー（2022年11月12日、SUNCARAT）
- 山岸あや花 2024年カレンダー（2023年10月7日、Saint）
- 山岸あや花 2025年カレンダー（2024年11月9日、SUNCARAT）
- 卓上 山岸あや花 2025年カレンダー（2024年11月9日、SUNCARAT）

### アパレル関連
- 山岸逢花 オリジナル長袖Tシャツ（2021年2月1日、FANZAコラボ）※FANZA × PREMIUM × 山岸逢花のコラボグッズ。FANZA限定販売。
- 【山岸逢花】 ザ・森東コラボ オリジナルTシャツ 白 / ダークグレー（2022年7月8日、fempass BeV）※さらば青春の光とのコラボ商品。
- 【山岸逢花】 ザ・森東コラボ オリジナルロングTシャツ 白 / ダークグレー（2022年7月8日、fempass BeV）※さらば青春の光とのコラボ商品。
- 【山岸逢花】 ザ・森東コラボ オリジナルタオル（2022年7月8日、fempass BeV）※さらば青春の光とのコラボ商品。
- 【山岸逢花 × 美谷朱里】 ザ・森東コラボ オリジナルエコバッグ（2022年7月8日、fempass BeV）※さらば青春の光とのコラボ商品。
- 【YAMAGISHI AYAKA】 METAL TEE（2024年6月、fempass BeV）
- 【MITANI AKANE & YAMAGISHI AYAKA】 WILD CATS TEE（2024年6月、fempass BeV）

### その他グッズ
- 山岸逢花 オリジナルアクリルスタンド はがきサイズ（2021年2月1日、FANZAコラボ）※FANZA × PREMIUM × 山岸逢花のコラボグッズ。FANZA限定販売。
- 山岸逢花 生写真5枚セット（2021年2月1日、FANZAコラボ）※FANZA × PREMIUM × 山岸逢花のコラボグッズ。FANZA限定販売。

### アダルトグッズ
ラブドール
- 山岸逢花 Doll / 身長158cm / バストBカップ（2022年7月15日、True Idols）

オナホール
- 真 2穴 極上生腰 山岸逢花（2022年7月27日、日暮里ギフト）
- AVミニ名器 山岸逢花（2023年4月7日、日暮里ギフト）

ローション
- 山岸逢花の生腰愛液（2022年7月27日、日暮里ギフト）
- 山岸逢花のAV名器汁ローション（2023年4月7日、日暮里ギフト）

## 出演

### テレビ
- セクシー女優カラオケグランプリ  ～キラキラした思い出を添えて～（2021年3月31日、BSスカパー!）[76]
- もう!バカリズムさんの超H! #24（2021年6月28日、フジテレビONE）
- どぶろっくと山岸逢花の #やらかしジャッジメント（2021年11月3日 - 2022年3月23日、刺激ストロングチャンネル）MC
- 他人のSEXで生きてる人々3 第26回（2022年9月、CSヌーヴェルパラダイス）

### ラジオ
- ねむチキ（2021年7月18日・25日・2022年11月27日・12月4日・2023年10月29日・11月5日・2024年2月11日、TBSラジオ）

### ウェブテレビ
- 土曜の夜は尻上がり!「ピーチゃんねる」（2018年2月24日[77]、AbemaTV）
- 極楽とんぼKAKERUTV（2018年9月13日、AbemaTV）[78]
- バラエティ開拓バラエティ 日村がゆく（2019年6月12日[79]、AbemaTV）
- 氏神!田淵!あいぱんの!これしかナイト (仮) （2019年11月21日 - 、YouTube/CruseGroup【公式】チャンネル）‐ MC[80]
- AV紳士2 今宵、アナタと、AVと。（2019年11月1日、ピクションシネマ）[81]
- のぞき見ちゃん ゲーム女子のぞき見ちゃんねる（2020年6月27日 - 2023年3月30日、YouTube/のぞき見ちゃん ゲーム女子のぞき見ちゃんねる） - レギュラー
- カチコチTV（2020年12月18日 - 、FANZA見放題Chライト）
- 春のパンツまつり2021（2021年3月30日、春のパンツまつり公式サイト） - パンツ人狼 役[82]
- 鶴瓶&ナイナイのちょっとあぶないお正月（2023年1月2日、ABEMA） - こたつ美女役[83]
- みんなのパチンコフェス2023（2023年11月3日、日本遊技機工業組合／KIBUN PACHI-PACHI委員会）[84]
- 東京スキャンダルクラブ（2024年3月20日、FANZA TV）[85]

### ウェブドラマ
- 全裸監督（2019年8月全話配信、Netflix）7話
- 孤独のボッキメシ（2020年6月22日、YouTube・男優虎の巻チャンネル）‐ 山岸逢花に似た店員 役[86]
- 夫婦専用シェアハウス ヴィーナス ～3男4女の共同生活～（2021年10月1日、BBB/Production Lenny、全6話）‐ 赤江菜々緒 役
- 先生、私、まだ女子校生でいたいよ（2022年12月23日、fempass Cinema） - 速水晴奈 役[87][88]
- あなたを好きでいたかった（2023年2月7日、fempass Cinema） - 速水晴奈 役[89]
- 時空変態童貞２ このループ、何度ヤッても止められない!（2023年3月3日、シネポップ、シネマファスト） - 美波 役[90]
- オンナたちの告白～美羽～（2023年12月6日、監督：小南敏也、「オンナたちの告白」製作委員会） - 美羽 役

### 映画
- 橘アヤコは見られたい（2020年9月11日、オーピー映画、監督：佐藤周） - 橘綾子 役[91]
  - 若妻ナマ配信 見せたがり（2020年9月11日、オーピー映画、監督：佐藤周）※上記作品のR18+版[92]。
- 扉を閉めた女教師（2021年6月6日、プロダクションレニー、監督：城定秀夫） - ヘンミショウコ 役 [93]
- 無慈悲な光（2021年、アエロ、監督：カジ） - 実験用マウスM03 役[94]
- 夫婦交換 -クロッシング-（2022年2月、ブリーズ） - 弥里 役
- バーミリオン（2022年12月、オーピー映画、監督：山内大輔） - 綾乃 役[95]
  - 欲情セレブ妻 いやらしい匂い（2023年4月14日、オーピー映画、監督：山内大輔）※上記作品のR-18+版[96]
- 引っ越してきました麻美です。（2023年12月3日、オーピー映画、監督：髙原秀和） - 桜木麻美 役
  - 人妻の虜 隣のあさみさん（2023年12月29日、オーピー映画、監督：髙原秀和）※上記作品のR-18+版[97]。
- なのに、やめられない　スズカのスナック（2024年12月8日、オーピー映画、監督：山内大輔）） - スズカ 役[98]
  - 人妻男(メン)作り 卑猥な味わい（2024年12月27日、オーピー映画、監督：山内大輔）※上記作品のR-18+版[99]。

### オリジナルビデオ
- モーレツ！透明変態人間（2020年11月4日、竹書房） - 静香 役[100]
- 色眼鏡 藍染小紋の女-沙織-（2021年、シネマファスト） - 沙織 役[101]
- 真・夜王伝説　極上SEXの罠に堕ちる美女たち（2022年10月5日、竹書房） - 容子 役[102]
- 結婚前夜 濃密な3日間の出来事（2023年7月5日、Breeze） - あおい 役[103]

### 舞台
- 無慈悲な光（2019年7月4日 - 7日、東京・下北沢Geki地下Liberty） - 実験用マウスM03 役[104][105]
- くつ屋さんのおはなし（2020年2月5日 - 9日、東京・テアトルBONBON） - 相沢愛 役[106]
- 鉛色の恋（2024年8月6日 - 12日、高田馬場ラビネスト）Bチーム

### イベント
- カジフェス vol.6（2018年6月12日、新宿ロフトプラスワン）[107]
- 山岸逢花×福島裕二写真展「縁 -circle-」（2022年8月6日 - 8月21日、アトリエY原宿）

### オンラインイベント
- 山岸逢花★クルーズジムニーガール★コラボ オンラインイベント（2020年6月20日）[108]
- クルジム×浴衣コラボ・オンライントークイベント（2020年9月6日）[109]
- クルジム×ハロウィンコラボ・オンライントークイベント（2020年10月31日）[110]
- 山岸逢花 バレンタインオンライントークイベント（2021年2月14日）[111]
- クルーズパーティー 2021（2021年4月30日）- 司会として出演[112]。

### ゲーム
- 新宿スカウトバトル（2019年12月2日、DMM GAMES）- 長槍を操る高級クラブ嬢・山岸逢花役[113]
- 銀行マンの下剋上～バラ色人生を目指して～（2022年12月6日、AV GAMES、フュージョンプロジェクト）- 地下アイドル・山岸逢花 役
- 社長と美女たちの二重奏（2024年3月6日[114]、CREAM SOFT）- 桃姫実紀 役[115]

### ウェブアニメ
- 大学生ズの恋。（2022年9月15日、9月16日、大学生ズの恋。YouTube チャンネル）- 山岸逢花 役[116]

### パチンコ
- Pジューシーハニー極嬢MA（2025年1月、サンセイアールアンドディ）[117]

### 連載コラム
- ぎしたに（山岸あや花・美谷朱音）の絶頂Y談ハメ外しト～ク（「週刊アサヒ芸能」2022年5月12日号[15]‐2024年6月13日・20日合併号、徳間書店）※ぎしたに（山岸逢花・美谷朱里）の絶頂Y談ハメ外しト～ク→ぎしたに（山岸あや花・美谷朱音）の絶頂Y談ハメ外しト～クとタイトル変更

### 雑誌
- ズバ王 2018年5月号（ジーオーティー） - 表紙、グラビア、インタビュー
- FRIDAYダイナマイト 2018年8月号（講談社） - グラビア「元局アナの柔肌ヌード」
- 月刊FANZA 2018年12月号（ジーオーティー）- インタビュー
- 月刊FANZA 2019年09月号（ジーオーティー）- インタビュー
- 月刊FANZA 2021年7月号（ジーオーティー）- グラビア
- 実話BUNKAタブー 2022年2月号（コアマガジン）- 袋とじ「山岸逢花 物憂げな裸体」
- 月刊FANZA 2022年3月号（ジーオーティー）- インタビュー（FANZA「「今日はナニ使う? 大人のおもちゃキャンペーン」キャンペーンガールに就任した伊藤舞雪・藤森里穂・山岸逢花への合同インタビュー）
- 月刊FANZA 2022年6月号（ジーオーティー）- グラビア